# NGC 2146
NGC 2146 je galaksija u zviježđu Žirafi.

## Vanjske poveznice
- SEDS: NGC 2146